# Kouko Guehi
Hilaire Kouko Djedje Guehi (*San Pedro, Costa de Marfil, 27 de diciembre de 1982) es un futbolista marfileño. Se desempeña en posición de centrocampista y actualmente juega en el Raja Casablanca, club de la Botola Pro 1.

## Trayectoria
Guehi se formó en el Séwé Sports de San Pédro, club de su ciudad natal. En diciembre de 2009, fichó por el Raja Casablanca, con el que debutó el 30 de enero de 2010 en un encuentro ante el Hassania Agadir disputado en el Stade Mohammed V.

## Selección nacional

### Participaciones con la selección
| Copa                                    | Sede            | Resultado    |
| --------------------------------------- | --------------- | ------------ |
| Campeonato Africano de Naciones de 2009 | Costa de Marfil | Primera fase |

## Clubes
| Club            | País            | Años      |
| --------------- | --------------- | --------- |
| Séwé Sports     | Costa de Marfil | 2008-2009 |
| Raja Casablanca | Marruecos       | 2009-     |

## Palmarés

### Campeonatos nacionales
| Título                      | Club            | País      | Año             |
| --------------------------- | --------------- | --------- | --------------- |
| Liga marroquí de fútbol (2) | Raja Casablanca | Marruecos | 2010/11 2012/13 |
| Copa del Trono (1)          | Raja Casablanca | Andorra   | 2012            |